# Inséparable d'Abyssinie
Agapornis taranta
Espèce
Statut de conservation UICN

 LC  : Préoccupation mineure
Statut CITES
L'Inséparable d'Abyssinie (Agapornis taranta) est une espèce d'oiseau appartenant à la famille des Psittacidae.
ÉTYMOLOGIE :  
Agapornis Taranta (Agapornis nom scientifique vient de la signification grecque « amour » et ornis d'Agapa signifiant l'oiseau) Abyssinie signifie l’ancien nom de la région correspondant aujourd'hui à l'Éthiopie dans la région d’Afrique.

RÉPARTITION :
On le trouve en Éthiopie centrale et orientale et Éritrea méridional, où il habite en altitude élevée. Dans leurs patries indigènes ces oiseaux vivent dans le froid et l’humidité ainsi que le brouillard et la pluie. La nuit la température peut aller jusqu’en dessous de zéro. L’inséparable d’Abyssinie appartient à la famille des psittacidés.

DESCRIPTION : 
TAILLE : Environs 17 cm – 18 cm.
POIDS : De 45 gr à 48 gr.
LONGÉVITÉ : Entre 15 - 20 ans.
MÂLE : Couleur vert standard avec le front rouge et un anneau autour de l’œil. Le bec est rouge et les plumes de ses ailes sont noires et il a une petite bande noire sous la queue.
FEMELLE : La femelle n’a pas du tout de rouge sur le front et autour des yeux. Les ailes n’ont pratiquement pas ou pas de noire sous les ailes.

ALIMENTATION : 
Granivore, apprécie le millet en grappe, graines de tournesol, les arachides et les noix. Apprécie les figues mûries et les baies. Ont besoin d’une teneur plus élevé en gras et un surplus de vitamine C est fortement recommandée. Fruits et légumes tels que pommes, oranges, pamplemousse, poires, figue, datte, raisin, noix, brocoli, carottes, luzerne, et le mais frais. Œufs cuits et certains produits laitiers. Ne pas donner d’avocat, de persil, de feuilles de betterave, de pommes de terre crues et les laitues. Donner de l'eau fraîche tous les jours à raison de deux fois par jour.

REPRODUCTION : 
Difficile car ils ont besoin d’isolement. La femelle est fertile à partir de l’âge de deux ans. Elle se déplume et déplume son mâle pour confectionner le nid. Les oisillons deviennent autonome à 46 jours environ. La fécondation se fait en général vers le mois de mai. Une portée parfois deux par année. Ils ont besoin de calme et de tranquillité et ne doivent pas être en présence des autres espèces d’inséparable.
Il affectionne les nids de métal et les nids de bois fait artisanal, l'important est d'avoir une petite ouverture ronde et suffisamment de place pour les deux parents et les oisillons. Ils ont entre 3 - 6 œufs et la durée de la couvaison est de 25 jours après que le dernier œuf soit pondu.

L’Inséparable d’Abyssinie et l’Homme : 
Il est très peu bruyant et est actif quand il se sent pas observer. Mais cette espèce est très rare et se reproduit qu’une seule fois par an. De plus, il n’est pas considéré comme un oiseau de compagnie car il est trop timide pour être manipulé par les humains. On le considère comme un oiseau de cage afin d’apprécier sa beauté.
Il lui faut apporter à son environnement des branches d’arbre naturelle de façon régulière et des jouets en bois dans la cage ou la volière car ces oiseaux adorent déchiqueter le bois et s’en servent pour le nid.
Attention de ne pas mettre d’autres oiseaux si vous avez un couple d’inséparable d’Abyssinie car ceux-ci créer des querelles pendant la période de couvaison.